# Debridamento mecânico
Na odontologia, Debridamento mecânico, se refere na necessidade de se remover cálculos e placas que se acumulam nos dentes para manter a saúde e a higiene bucal. O Debridamento pode ser realizado usando instrumentos ultrassônicos que fratura os cálculos, facilitando assim a sua remoção, bem como a utilização de ferramentas, tais como Curetas e sonda periodontal de mão.[carece de fontes?]